# Claude Shannon
Claude Elwood Shannon (n. 30 aprilie 1916, Petoskey, Michigan, SUA – d. 24 februarie 2001, Medford⁠(d), Massachusetts, SUA) a fost un matematician, inginer electrotehnist și criptograf american, „tatăl teoriei informației”. 
Shannon este celebru pentru că a fondat teoria informației printr-un articol de referință, intitulat „O teorie matematică a comunicației”, pe care l-a publicat în anul 1948. El este considerat, de asemenea, fondatorul teoriei proiectării circuitelor digitale și calculatoarelor numerice încă din 1937, când, la vârsta de 21 de ani, fiind student la masterat la MIT, a scris o teză prin care demonstra că, cu ajutorul aplicațiilor electrice ale algebrei booleene, se poate construi și rezolva orice relație logică numerică. Aceasta este una dintre cele mai importante teze de masterat din toate timpurile. 

## Biografie
Shannon s-a născut în Petoskey, statul Michigan. Tatăl său, Claude Senior (1862–1934), descendent al primilor coloniști din New Jersey, era om de afaceri și o vreme executor testamentar. Mama lui, Mabel Wolf Shannon (1890–1945), fiica unor imigranți germani, era profesoară la Liceul Gaylord, Michigan. Shannon și-a petrecut primii șaisprezece ani din viață în Gaylord, Michigan, unde frecventa și la școala publică, absolvind liceul din Gaylord în 1932. Shannon avea înclinații către mecanică. Era cel mai bun la științe și matematică, iar acasă construia modele de avioane, un model de barcă telecomandată prin radio și un sistem de telegraf prin care comunica cu un prieten ce locuia la 800 de metri depărtare. În adolescență lucra ca mesager pentru Western Union. Eroul său din copilărie era Thomas Edison, cu care se și înrudea. Amândoi erau descendenți ai lui John Ogden, un lider colonial.

### Teoria booleană
În 1932 a fost admis la Universitatea Michigan, unde ia contact cu lucrările lui George Boole. A absolvit în 1936 cu două diplome, una de inginer electrotehnist și una de matematician, după care a început studii postuniversitare la Massachusetts Institute of Technology (MIT), lucrând cu analizorul diferențial al lui Vannevar Bush, un calculator analogic.
Studiind complicatele circuite ad hoc ale analizorului diferențial, Shannon a observat cum pot fi folosite conceptele lui Boole. O lucrare extrasă din teza sa de masterat din 1937, O analiză simbolică a releelor și circuitelor de comutație, a fost publicată în numărul din 1938 al revistei Transactions of the American Institute of Electrical Engineers. Pentru aceasta, Shannon a primit Premiul Institutului American al Inginerilor Americani în 1940. Howard Gardner, de la Universitatea Harvard, a numit teza lui Shannon "poate cea mai importantă și mai celebră teză de masterat a secolului."  
Victor Șestakov, de la Universitatea de Stat Moscova, propusese o teorie a comutatoarelor electrice, bazată pe logica booleană cu puțin timp înaintea lui Shannon, în 1935, dar prima publicare a rezultatelor lui Șestakov a avut loc în 1941, după publicarea tezei lui Shannon.
În această lucrare, Shannon a demonstrat că algebra booleană și aritmetica binară pot fi folosite pentru a simplifica aranjamentul releelor electromagnetice utilizate pe atunci în comutatoarele liniilor telefonice, apoi a realizat și abordarea inversă, demonstrând că este posibil să se folosească aranjamente de relee pentru a rezolva probleme de algebră booleană. Exploatând această proprietate a comutatoarelor electrice de a efectua operații logice a devenit conceptul ce stă la baza tuturor calculatoarelor electronice digitale. Lucrarea lui Shannon a devenit baza proiectării practice a circuitelor digitale, în urma răspândirii largi în comunitatea inginerilor electrotehniști în timpul și după Al Doilea Război Mondial. Rigurozitatea teoretică a tezei lui Shannon a înlocuit complet metodele ad hoc folosite anterior.
Vannevar Bush i-a sugerat lui Shannon să lucreze la dizertația sa la Cold Spring Harbor Laboratory, finanțat de Institutul Carnegie condus de Bush, pentru a dezvolta relații matematice similare pentru genetica mendeliană, ceea ce a avut ca rezultat teza de doctorat a lui Shannon din 1940 de la  MIT, O algebră pentru genetica teoretică.
În 1940, Shannon a devenit National Research Fellow la Institutul pentru Studii Avansate de la Princeton, New Jersey. La Princeton, Shannon a avut ocazia să discute despre ideile sale cu oameni de știință și matematicieni influenți, cum ar fi Hermann Weyl și John von Neumann, și să se întâlnească și cu Albert Einstein. Shannon a lucrat liber în mai multe discipline, după care a început să își formeze ideile ce aveau să se cristalizeze în teoria informației.

### Cercetările din timpul războiului
Shannon a lucrat apoi la Laboratoarele Bell la sisteme de control a tragerilor și criptografie în timpul celui de-al doilea război mondial, sub un contract cu secțiunea D-2 (secțiunea sistemelor de control) a Comitetului Național de Cercetări în Domeniul Apărării (în engleză National Defense Research Committee (NDRC))). 
În 1945, când războiul se apropia de sfârșit, NDRC a publicat o serie de rapoarte tehnice ca ultim pas înaintea închiderii. În cadrul volumului despre controlul tragerilor, un eseu special intitulat Data Smoothing and Prediction in Fire-Control Systems, de Ralph Beebe Blackman, Hendrik Wade Bode, și Claude Shannon, a tratat pentru prima oară problema controlului tragerilor ca pe un caz special de transmisie, manipulare și utilizare a informației, cu alte cuvinte a modelat problema în termeni de prelucrarea datelor și a semnalelor prevăzând venire epocii informației. Shannon a fost puternic influențat de această lucrare.

### Contribuțiile de după război
În 1948, Shannon a publicat O teorie matematică a comunicațiilor (în engleză A Mathematical Theory of Communication), un articol în două părți, în numerele din iulie și octombrie ale revistei Bell System Technical Journal. Acest articol s-a concentrat pe problema celei mai bune codificări posibile a informației pe care vrea să o transmită cineva. În această lucrare fundamentală, el a folosit unelte ale teoriei probabilității, dezvoltate de Norbert Wiener, care erau, la acea vreme, în stadiul incipient al dezvoltării aplicațiilor în teoria comunicațiilor. Shannon a dezvoltat noțiunea de entropie informațională ca măsură a incertitudinii dintr-un mesaj, inventând prin aceasta domeniul teoriei informației.
Cartea, scrisă în colaborare cu Warren Weaver, și intitulată Teoria matematică a comunicațiilor (în engleză The Mathematical Theory of Communication), reia articolul lui Shannon din 1948 și popularizarea lui Weaver, variantă accesibilă non-specialiștilor. Conceptele lui Shannon au fost și ele popularizate în lucrarea lui John Robinson Pierce Simboluri, semnale, și zgomot.
Contribuția fundamentală a teoriei informației în prelucrarea limbajului natural și lingvistica computațională a fost relevată de Shannon în 1951, în articolul Predicția și entropia limbii engleze tipărite (în engleză Prediction and Entropy of Printed English), în care a demonstrat că dacă tratează spațiile libere drept o a douăzeci și șaptea literă a alfabetului, incertitudinea limbii scrise scade, furnizând o legătură clară și cuantificabilă între practicile culturale și cogniția probabilistică.
O altă lucrare importantă, publicată în 1949 este Teoria comunicațiilor în sistemele cu secretizare (în engleză Communication Theory of Secrecy Systems), o contribuție majoră adusă teoriei matematice a criptografiei, lucrare în care a demonstrat că toate cifrurile imposibil de spart trebuie să îndeplinească aceleași cerințe ca și cifrul lui Vernam. El este creditat și cu introducerea teoriei eșantionării, care se ocupă cu reprezentarea unui semnal continuu în timp cu ajutorul unui set de eșantioane în timp discret. Această teorie a fost esențială în trecerea de la comunicațiile analogice la cele digitale după anii 1960.

### Hobby-uri și invenții
În afara preocupărilor academice, Shannon era pasionat de jonglerie, mersul pe uniciclu și șah. El a inventat numeroase dispozitive, printre care discuri zburătoare cu rachetă, un băț pogo motorizat, și o trompetă aruncătoare de flăcări pentru o expoziție științifică. Unul dintre cele mai amuzante dispozitive ale sale era o cutie pe care o ținea pe birou și pe care o denumise mașina supremă (în engleză Ultimate Machine), pe baza unei idei a lui Marvin Minsky. Fără alte funcționalități, cutia avea un singur comutator aflat pe parte. Când acest comutator era deplasat, se deschidea capacul cutiei și o mână mecanică ieșea din aceasta și repunea comutatorul în poziția inițială, retrăgându-se după aceea înapoi în cutie. În plus, a construit un dispozitiv care putea rezolva cubul Rubik.
Este considerat și coinventator al primului calculator portabil împreună cu Edward O. Thorp. Dispozitivul era folosit pentru a îmbunătăți șansele de joc la ruletă.

### Moștenirea
Shannon a sosit la MIT în 1956 pentru a preda și pentru a efectua cercetări în laboratoarele de cercetare în electronică. A continuat să lucreze la MIT până în 1978. Pentru comemorarea realizărilor sale, au fost ridicate cinci statui ale lui Shannon: una la Universitatea Michigan; una la MIT în laboratorul de informații și sisteme decizionale, una în Gaylord, Michigan; una la Universitatea California, San Diego și una la Laboratoarele Bell. După destrămarea sistemului Bell, partea care a rămas la AT&T a fost denumită în cinstea sa Laboratoarele Shannon.
Robert Gallager l-a numit pe Shannon cel mai mare om de știință al secolului al XX-lea. Conform lui Neil Sloane, de la AT&T, coeditor al marii colecții de lucrări ale lui Shannon în 1993, perspectivele introduse de teoria comunicațiilor dezvoltată de Shannon (numită astăzi teoria informației) constituie bazele revoluției digitale, și fiecare dispozitiv ce conține un microprocesor sau microcontroller este un descendent conceptual al publicației lui Shannon din 1948: "Este unul din marii oameni ai secolului. Fără el, n-ar exista niciunul din lucrurile pe care le cunoaștem astăzi. Întreaga revoluție digitală a început de la el."
Totuși, Shannon nu a apucat să fie conștient de minunile revoluției digitale, deoarece mintea sa a fost distrusă de boala lui Alzheimer. În necrologul său, soția sa a scris că "ar fi fost uimit" de toate acestea.

## Alte realizări ale lui Shannon

### Șoarecele lui Shannon
Tezeu, proiect creat în 1950, era un șoarece magnetic controlat de un releu care îi permitea să se miște printr-un labirint de 25 de pătrate. Dimensiunile sale erau acelea ale unui șoarece obișnuit. Configurația labirintului era flexibilă și putea fi modificată după voie. Șoarecele era proiectat să caute prin coridoare până când găsea ținta. După ce călătorea o dată prin labirint, șoarecele putea fi apoi plasat în orice loc în care fusese anterior și, datorită experienței dobândite, putea să meargă apoi direct la țintă. Dacă era plasat în teritoriu nefamiliar, era programat să caute până când se găsea într-o poziție cunoscută și apoi mergea către țintă, adăugând cunoștințele noi la memorie, astfel învățând. Se pare că șoarecele lui Shannon a fost primul dispozitiv mecanic dotat cu calitatea de a învăța. 

### Mașina de jucat șah
În 1950, Shannon a publicat o lucrare de referință despre șahul pe calculator, lucrare intitulată Programarea unui calculator pentru a juca șah (în engleză Programming a Computer for Playing Chess). În aceasta se descria cum poate fi făcută o mașină sau un calculator să joace șah la un nivel rezonabil. Procesul prin care calculatorul decidea asupra mutărilor este o procedură minimax, bazată pe o funcție de evaluare a unei poziții din șah. Shannon a dat un exemplu de funcție de evaluare în care valoarea poziției negrului era scăzută din cea a valorii poziției albului. Materialul era numărat conform unor valori acordate pieselor (1 punct pentru pioni, 3 pentru cal și nebun, 5 puncte pentru turn, și 9 pentru regină). A luat în considerare și factorul poziție, scăzând câte o jumătate de punct pentru fiecare pion dublat, pion retras, și pion izolat. Un alt factor de poziție luat în calcul de funcția de evaluare era mobilitatea, adăugând 0,1 puncte pentru fiecare mutare posibilă. În final, a considerat matul ca fiind capturarea regelui, și i-a dat valoarea artificială de 200 de puncte. Citat din lucrare:
Coeficienții 0,5 și 0,1 sunt doar o estimare a autorului. Mai mult, sunt mulți alți termeni care ar trebui să fie incluși. Formula este dată doar în scop ilustrativ. Matul a fost inclus artificial aici, dând regelui valoarea mare de 200 (poate fi folosită orice valoare mai mare decât toți ceilalți termeni).
Funcția de evaluare a fost scrisă în scop ilustrativ, după cum a afirmat Shannon. De exemplu, conform funcției, pionii care sunt și dublați și izolați nu au nicio valoare, ceea ce este, evident, nerealist.

### Teoria informației și aplicațiile în teoria jocurilor
Shannon și soția sa Betty își petreceau adesea weekendurile în Las Vegas împreună cu matematicianul Ed Thorp  de la MIT, câștigând masiv la ruletă și blackjack folosindu-se de metode din teoria jocurilor dezvoltate împreună cu colegul lor de la Laboratoarele Bell, fizicianul John L. Kelly Jr., și bazate pe principii din teoria informației. Au câștigat o avere, după cum se arată în cartea Fortune's Formula de William Poundstone și în scrierile lui Elwyn Berlekamp, asistent al lui Kelly între 1960 și 1962. Shannon și Thorp au aplicat aceeași teorie, ulterior cunoscută drept criteriul Kelly, la bursa de acțiuni, cu rezultate și mai bune.